# توماس غريفين
توماس غريفين (25 يناير 1913 – سبتمبر 1984) هو ملاكم من المملكة المتحدة راحل، مثّل بلاده في الألعاب الأولمبية الصيفية 1936.

## روابط خارجية
توماس غريفين على موقع أوليمبيديا (الإنجليزية)